# موش‌های بینی‌زرشکی
موش‌های بینی‌زرشکی (نام علمی: Bibimys) نام یک سرده از زیرخانواده سینی‌دندانیان است.